# Mackótestvér
A Mackótestvér (eredeti cím: Brother Bear) 2003-ban bemutatott amerikai 2D-s számítógépes animációs film, amely a 44. Disney-film rendezője Aaron Blaise és Robert Walker, producerei Igor Khait és Chuck Williams. A forgatókönyvet Lorne Cameron, David Hoselton és Tab Murphy írta, a zenéjét Phil Collins és Mark Mancina szerezte. A mozifilm a Walt Disney Pictures és a Walt Disney Feature Animation gyártásában készült, a Buena Vista Pictures forgalmazásában jelent meg. Műfaja zenés drámai kalandfilm.
Amerikában 2003. november 1-jén, Magyarországon 2004. február 5-én mutatták be a mozikban.
A film története szerint egy inuit fiú, Kenai az ősi, világukban jelenlévő szellemek által medvévé változik, ám a medvék mindeddig esküdt ellenségei voltak. Újdonsült bőrében megtanulja más szemén keresztül látni a világot, megérteni mások érzéseit, és azt, hogy milyen, ha valakinek testvére van.
Ez volt a harmadik, és egyben az utolsó Disney film, amelynek a munkálatai a Disney-MGM Studios műtermeiben folytak, Orlando, Floridában; 2004 márciusában a stúdiót bezárták, nem sokkal a film megjelenése után.
A film Oscar-díj jelölést is kapott a "Legjobb Animációs Film" kategóriában, amit végül a Pixar Némó nyomábanja nyert meg. 2006-ban a filmnek elkészült a folytatása Mackótestvér 2., ami azonban már nem került a mozikba.

## Cselekmény
|  | Alább a cselekmény részletei következnek! |

A Würm-glaciális végén járunk, 10 000 évvel ezelőtt, valahol a Csendes-óceán északnyugati partján. Megismerkedünk három fiútestvérrel, a törzs varázserejű bölcsével és persze néhány medvével. A lélegzetelállítóan izgalmas mesében egy Kenai nevű fiatalember hihetetlen kalandjait követhetjük nyomon, aki miután sikeresen megküzd egy számára gyűlöletes lénnyel, a medvével, maga is medvévé változik. Új helyzetében Kenai másnak kezdi el látni a világot. Elindul felkutatni elvesztett bátyját, Sitkát, és eközben próbára teszi a türelmét egy féleszű jávorszarvaspár, összebarátkozik Kodával, az eltévedt mackókölyökkel, és ki kell térnie másik bátyja, Denahi, tévedésen alapuló bosszúvágya elől.
|  | Itt a vége a cselekmény részletezésének! |

## Szereplők
Énekhangok: Bereczki Zoltán, Boross Sándor, Demeter György, Fábián Juli, Ferencz Bálint, Molnár László, Szekeres Adrien, Szinetár Dóra

## Betétdalok
A film valamennyi zenéjét és betétdalait Phil Collins szerezte, Mark Mancina-val együtt. A dalokat Collins írta, előadói közt szerepel, többek között Tina Turner, The Blind Boys of Alabama, Oren Waters, The Bulgarian Women's Choir, és maga Phil Collins. A film számos betétdala vált rendkívül népszerűvé a közéletben, csakúgy mint Collins korábbi filmzenéi, melyeket a Tarzanhoz komponált.
A magyar változatban a betétdalok Szolnoki Péter és Szulák Andrea hangján csendülnek fel.
Az alábbiakban a film dalai vannak sorrendben, eredeti és magyar címeikkel, valamint előadóikkal.

## Jelölés
- 2004 – Oscar-díj jelölés – a legjobb animációs film – Aaron Blaise, Robert Walker

## Televíziós megjelenések
- RTL Klub, Digi Film, Film+, Cool
- HBO, HBO 2, HBO 3